# A lengyelországi Magyar korona

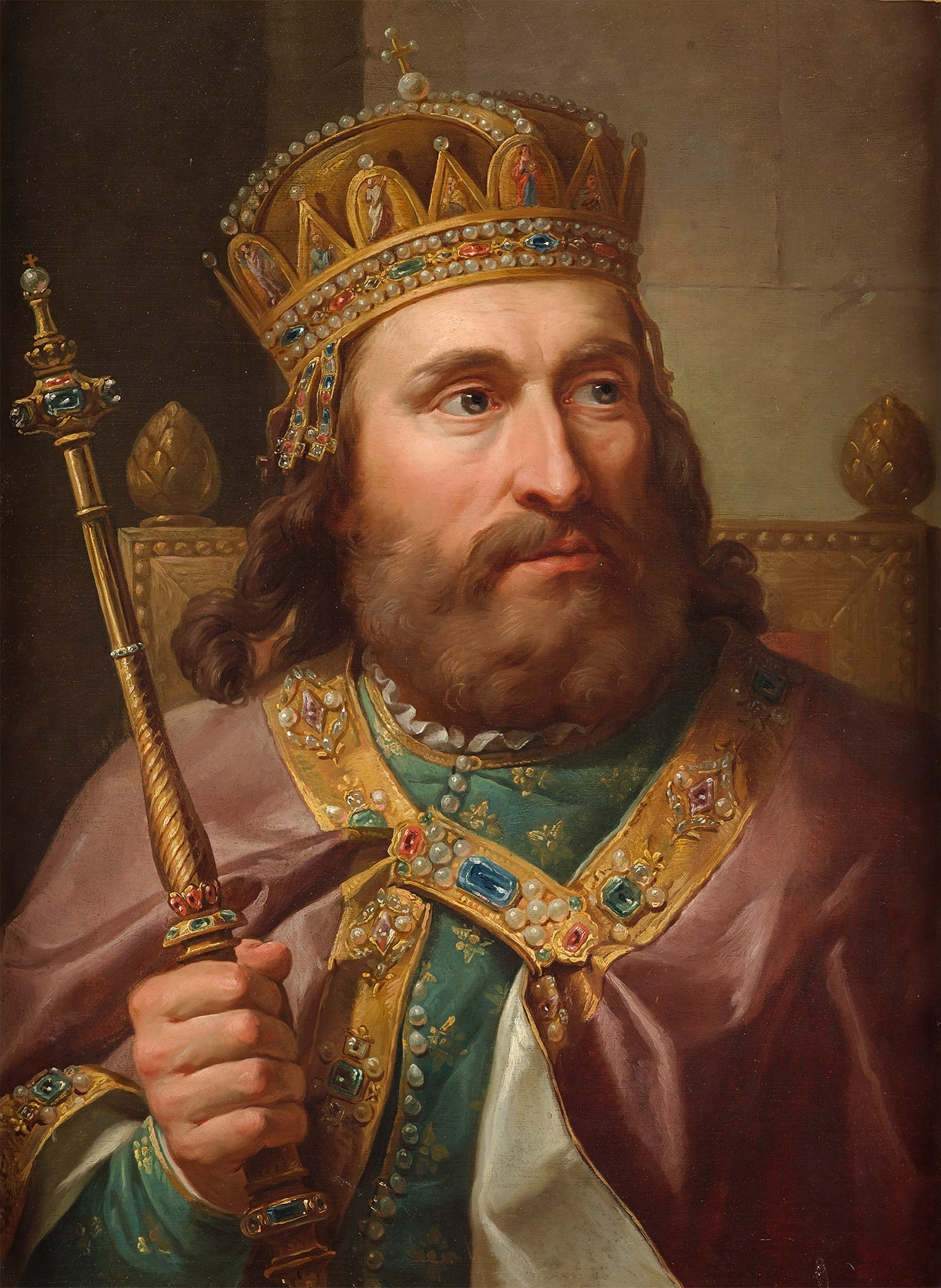
A „Magyar korona” Nagy Lajos fején Bacciarelli 18. századi olasz festő képén. Az ábrázolás ellentmond a hagyományoknak, mert a korona csak kétszáz évvel később készülhetett

A lengyel királyok kincstárában évszázadokon át őriztek egy „Magyar koronának” (Korona węgierska) nevezett királyi fejéket. Ez az uralkodói ékszer a hagyomány szerint a Szent Korona mintájára készült, miután Izabella rákényszerült annak átadására Habsburg Ferdinándnak.

## Története
Izabella 1551-ben Magyarország, pontosabban Erdély elhagyására kényszerült, és az addig a birtokában lévő Szent Koronát át kellett adnia Ferdinánd megbízottainak. Egy korabeli lengyel krónika szerint Izabella letörte a koronán lévő keresztet, hogy megőrizze azt a fia, Szapolyai János utóda  számára. Ugyancsak a lengyel hagyomány szerint ekkoriban készíttette azt a teljes koronát is, ami formájában a Szent Koronát idézte.
Ezt a koronát 1571-ben II. Zsigmond Ágost lengyel király, Izabella testvére örökölte. A lengyel király azt családi tulajdonaként kezelte, és a tykocini királyi kastélyban őriztette.
1572-ben, a Jagelló-ház kihalásakor a koronát Zsigmond Ágost temetési szertartásán használták, majd nővére, Jagelló Anna lengyel királyné örökölte azt. A korabeli lengyel ellenzék a prímás vezetésével megakadályozta, hogy Jagelló Anna és férje, Báthory István erdélyi fejedelem hozzájusson a Wawelben őrzött lengyel koronázási ékszerekhez, köztük Bátor Boleszláv koronájához. A lengyel királlyá választott Báthory ekkor a Magyar koronát használhatta lengyel királlyá koronázásához.
1576-ban a korona bekerült a lengyel állami kincstárba, és ott őrizték egészen 1795 októberéig. Ekkor, Krakkó elfoglalása után, a  porosz hadsereg elrabolta és a Hohenzollern-ház berlini kincstárába szállította. 1809 után a lengyel koronázási ékszerek nagy többségével együtt megsemmisítették: szétszerelték, beolvasztották, illetve a drágaköveket eladták.
A Magyar korona abroncsát felül pántok zárták le. Ezek összekapcsolódásánál egy kereszt állott. A koronát zománclapok, filigránmunka és függők díszítették. A koronán négy nagyobb zafír és rubin helyezkedett el. A 18. században a koronát festményen örökítette meg Marcello Bacciarelli olasz festő, azt képzeletében Nagy Lajos fejére helyezve. A kép a varsói királyi palota márványtermében látható.

## Fordítás
Ez a szócikk részben vagy egészben a Korona węgierska (atrybut) című lengyel Wikipédia-szócikk ezen változatának fordításán alapul.  Az eredeti cikk szerkesztőit annak laptörténete sorolja fel. Ez a jelzés csupán a megfogalmazás eredetét és a szerzői jogokat jelzi, nem szolgál a cikkben szereplő információk forrásmegjelöléseként.